# Britt Ignell

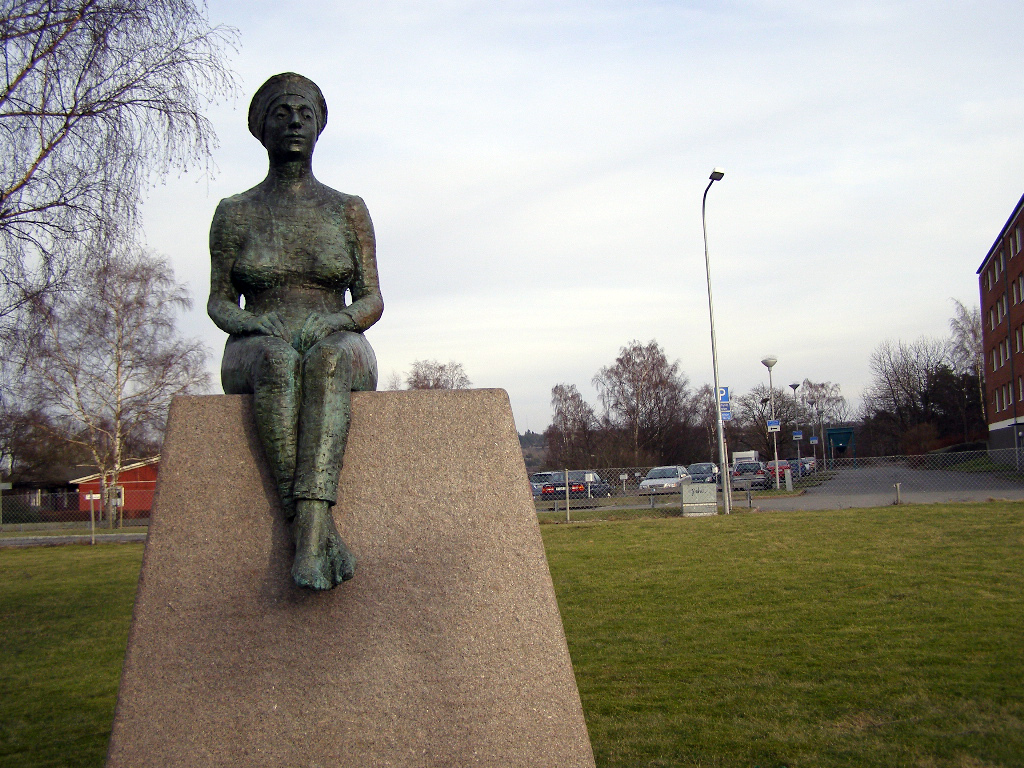
Väntan i Göteborg

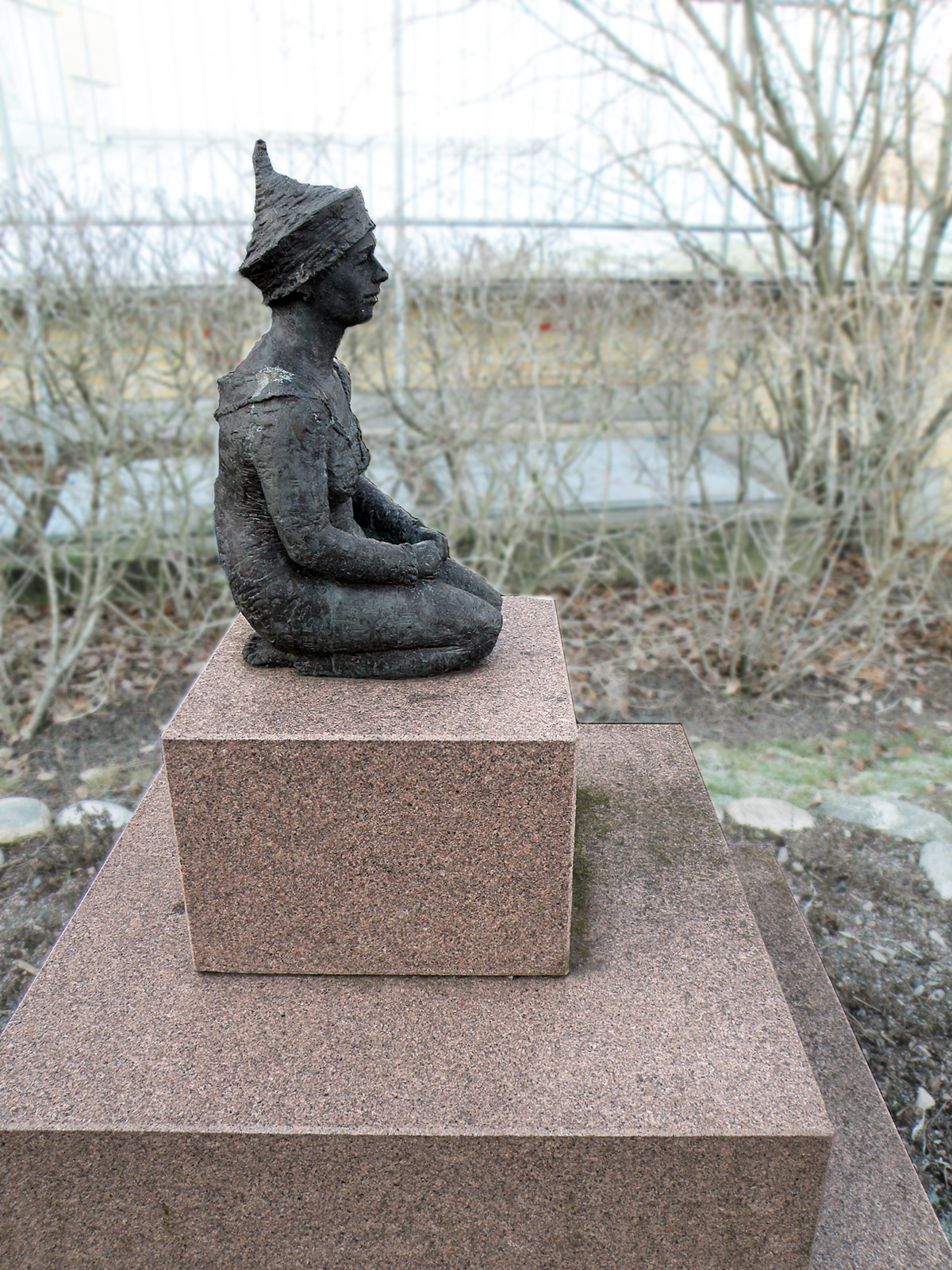
Stillhet i Göteborg

Britt Ingmari Ignell, född 4 november 1957 i Göteborg, är en svensk skulptör och tecknare.
Britt Ignell utbildade sig på KV konstskola i Göteborg 1975-76, på Hovedskous målarskola i Göteborg 1977-1970 och vid Valands konsthögskola i Göteborg 1979-1984. Hon hade sin första separatutställning på Galleri Rotor i Göteborg 1984.
Britt Ignell bor och arbetar i Bottna i Bohuslän. Hon är representerad vid Göteborgs konstmuseum  och Borås konstmuseum.
Hon fick Sten A Olssons kulturstipendium 1999.

## Offentliga verk i urval
- Väntan, 2001, Lantmilsgatan i Högsbo i Göteborg
- Stillhet, 2002, Dr Allards gata i Göteborg
- Krets, två skulpturer i brons, 2005, Tjärnö marinbiologiska laboratorium i Strömstads kommun
- Katter, 2009, Landvetter centrum

## Fotogalleri

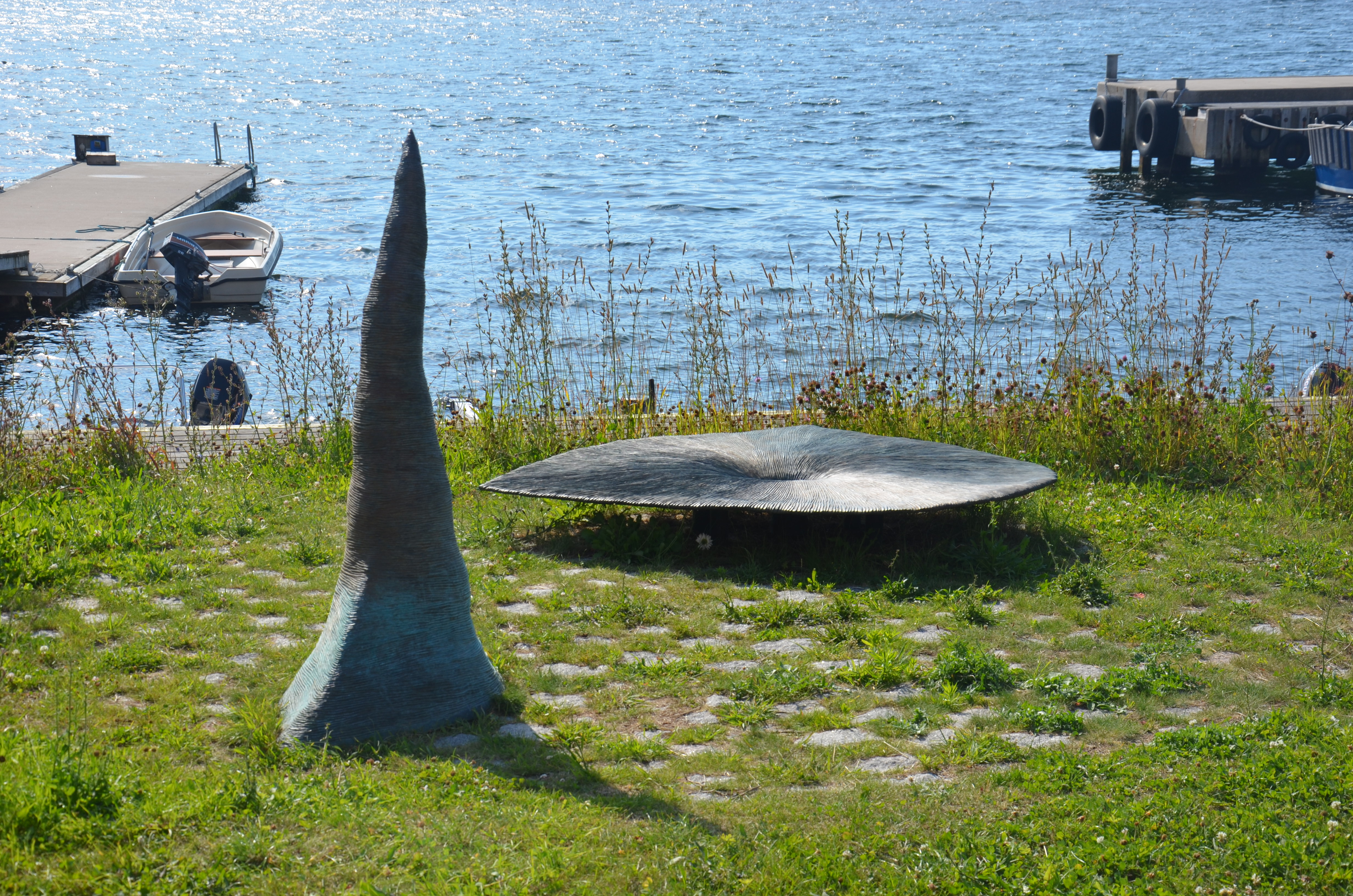
Krets på Tjärnö marinbiologiska laboratorium